# Charles Bernard (écrivain)
Pour les articles homonymes, voir Bernard et Charles Bernard.
Charles Bernard (né le 28 décembre 1875 à Anvers et mort le 24 octobre 1961 à Bruxelles) est un écrivain, journaliste et critique d'art belge de langue française.

## Biographie
Charles Théodore Antoine Bernard, né le 28 décembre 1875 à Anvers, est le fils de Joseph Bernard, ingénieur originaire de Huy, et de Mathilda Goetz. Le 15 février 1928, Charles Bernard épouse Germaine Goscinny qui lui donne un fils, Georges, avocat renommé à la Cour d'appel de Bruxelles.
Il effectue ses études en français à l'Athénée royal d'Anvers. Très rapidement attiré par les lettres, il s'inscrit à la Faculté de Philosophie et Lettres de l'Université libre de Bruxelles dont il sort diplômé docteur en droit en 1899. Au cours de ses études, il se lance dans l'écriture de poèmes, de romans, d'essais et de nouvelles.
Après des études de droit, Charles Bernard devient d'avocat au barreau d'Anvers. Féru de littérature et de poésie, il collabore également à plusieurs revues, comme Le Thyrse, le Mercure de France, Antée ou Le Masque.
En 1901, il entre à la rédaction du journal Le Matin d'Anvers et se spécialise dans les articles consacrés aux arts plastiques qui feront sa renommée. Pendant la Première Guerre mondiale, Charles Bernard, en exil en Hollande, écrit pour l'Echo belge des articles destinés à réconforter le moral de la population face à l'occupant. Après le conflit, il quitte le barreau d'Anvers et entre comme journaliste à La Nation belge. En 1920, il rejoint l'escorte journalistique du roi des Belges Albert Ier et de son épouse la reine Élisabeth en Bavière avec lesquels il voyage au Brésil. En 1921, un ouvrage Où dorment les Atlantes y rassemble ses souvenirs.
Le 22 mars 1920, Charles Bernard est nommé professeur du cours de littérature française à l'Académie royale des Beaux-Arts à Anvers et y enseigne jusqu'en 1940.
En 1934, il est élu membre de l'Académie royale de langue et de littérature françaises de Belgique (fauteuil no 8 où il succède à Hubert Krains). En 1935, il est appelé à la présidence de l'Union de la Presse artistique belge, nouvellement fondée.
Cet éminent critique, « la voix la plus autorisée de ce temps-là », est également l'auteur de plusieurs monographies consacrées à Ernest Wynants en 1923, à Anton van Dyck en 1927, à Isidore Opsomer en 1947 et à Willem Paerels en 1955.
Il se fait également philosophe dans l'essai Esthétique et critique publié en 1946, étude sur la question de l'Art en Belgique.
En 1946, Charles Bernard accède à la fonction de secrétaire perpétuel de l'Académie royale de langue et de littérature françaises de Belgique, en remplacement de Gustave Vanzype.
À la suite de son décès le 24 octobre 1961 à Bruxelles, il reçoit des funérailles officielles avec les honneurs militaires à l'église Notre-Dame-du-Sablon et est inhumé au cimetière de Bruxelles à Evere le 27 octobre 1961.

## Sélection de publications
- Contes bibliques, éd. J.E. Buschmann, 1900.
- Festin des dieux, éd. L'Idée Libre, 1902.
- La Reine de Saba, roman, éd. Offenstadt, Paris, 1902.
- Pierre Bruegel, Collection des grands artistes des Pays-Bas, éd. Van Oest, Bruxelles, 1908.
- Un Sourire dans des Pierres, essai, éd. G. Van Oest, Bruxelles, 1909.
- Où dorment les Atlantes, 1921.
- Un Exemple de Volupté, essai, éd. G. Crès, Paris, 1923.
- Antoine Van Dyck, collection Les Grands Maîtres, éd. L.-J. Kryn, Bruxelles, 1927.
- Les pompiers en délire, 1929.
- Esthétique et critique, 1946.

## Hommages et distinctions
Il reçoit le prix de la province de Brabant en novembre 1909 pour son essai, Un Sourire dans des Pierres.
Parmi les nombreuses distinctions belges et étrangères, il est récipiendaire de :
- Grand officier de l'ordre de Léopold (Belgique).
- Grand officier de l'ordre de la Couronne (Belgique).
- Commandeur de l'ordre d'Isabelle la Catholique (Espagne).
- Commandeur de l'ordre de la Couronne de Roumanie.
- Commandeur du Nichan Iftikhar (Tunisie).
- Officier de la Légion d'honneur (France).
- Officier de l'ordre des Arts et des Lettres (France).
- Officier de l'ordre de la Couronne d'Italie

.
- Officier de l'ordre du Sauveur de Grèce.